# Kocsis Dénes
Kocsis Dénes (Makó, 1988. május 29. –) magyar színész, musicalénekes.

## Életpályája
Az éneklés és színészet szeretete már fiatal korában megmutatkozott. Tizenhárom évesen játszott A Hídember című filmben mint Zichy fiú, majd Harsányi Gábor színiiskolájának, később a Bubik István színkörnek volt a tagja. 2006-ban az Erzsébetvárosi iskola dráma szakán érettségizett.
Az érettségi évében fél éven át szerepelt a Barátok közt című tv-sorozatban mint Jankovics Máté.
A Marquise együttessel 16 éves kora óta szerepel magyar és nemzetközi fesztiválokon mint prózai szereplő.
A középiskola elvégzése után közvetlenül a Budapesti Operettszínház Pesti Broadway Stúdiósa lett. Azóta az Operettszínházban játszik. Először kisebb szerepekben (Szépség és a szörnyeteg, Rudolf, Rómeó és Júlia, Szép nyári nap, Elisabeth, Hair), majd 2009-ben megkapta első főszerepét a Tavaszébredés című musicalben. 2010 decemberétől a Pécsi Nemzeti Színházban a Rudolf musical címszerepében látható.
2011-ben a Lévay Szilveszter Nemzetközi Énekverseny Duna Tv különdíjasa lett. Ezt követően két főszerepet is kapott a Miss Saigon és a Rómeó és Júlia című musicalekben.
2012-ben mutatta be a Szegedi Nemzeti Színház a West Side Story című musicalt, amelyben Juronics Tamás Kossuth-díjas rendező rábízta a darab férfi főszerepét /Tony/.
2016–2019 között a Színház- és Filmművészeti Egyetem drámainstruktor szakos hallgatója volt.

### Magánélete
Felesége Mészáros Petra pszichológus, akivel 2021-ben házasodtak össze. Ez évben megszületett gyermekük: Fülöp.

## Színházi szerepei
| Darab                        | Szerep                      | Színház                                        | Bemutató             |
| ---------------------------- | --------------------------- | ---------------------------------------------- | -------------------- |
| Óz, a csodák csodája         | Gyáva oroszlán              | Budapest Bábszínház                            | 2003.                |
| A dzsungel könyve (musical)  | Maugli                      | Bubik István színkör                           | 2004.                |
| A dzsungel könyve (musical)  | Balu                        | Bubik István színkör                           | 2005.                |
| Vásári komédia               |                             | Bubik István színkör                           | 2005.                |
| A dzsungel könyve (musical)  | Sír Kán                     | Bubik István színkör                           | 2004.                |
| Grease                       | Kenickie                    | Bubik István színkör                           | 2004.                |
| The Minotour                 | Dionüszosz                  | Budavári Labirintus                            | 2006                 |
| La Fontaine mesejáték        | Monsieur Plie               | Grassalkovich-kastély (Gödöllő) barokk színház | 2006.                |
| Pathelin mester              | Joceaulme                   | Győri Barokk Esküvő                            | 2006.                |
| István a király              | Szent István                | Vígszínház                                     |                      |
| Fame                         | Nick                        | Pesti Broadway Stúdió                          | 2008.                |
| Fame                         | Joe                         | Pesti Broadway Stúdió                          | 2008.                |
| Anna Karenyina               | Vronszkij                   | Pesti Broadway Stúdió                          | 2009.                |
| Tavaszébredés                | George                      | Nyugati Teátrum                                | 2009.                |
| Tavaszébredés                | Melchior Gabor              | Budapesti Operettszínház                       | 2009.                |
| Erdei kalamajka              | Huszár                      | Budapesti Operettszínház                       | 2010.                |
| Csókos asszony               | János                       | Budapesti Operettszínház                       | 2010.                |
| Hair                         | Mc Donald újonc             | Szegedi Szabadtéri Játékok                     | 2010.                |
| Rudolf (musical)             | Rudolf                      | Pécsi Nemzeti Színház                          | 2010. december 10.   |
| Miss Saigon                  | Chris                       | Budapesti Operettszínház                       | 2011. szeptember 21. |
| Rómeó és Júlia               | Rómeó                       | Budapesti Operettszínház                       | 2011. november 16.   |
| Kaukázusi krétakör           | Első ügyvéd és más szerepek | Budapesti Operettszínház                       | 2011. december 2.    |
| West Side Story              | Tony                        | Szegedi Nemzeti Színház                        | 2012.                |
| Bohém Casting                | Kálmán                      | Budapesti Operettszínház                       | 2012.                |
| Elisabeth                    | Rudolf                      | Budapesti Operettszínház                       | 2012.                |
| Ördögölő Józsiás             | Bakszén                     | Budapesti Operettszínház                       | 2013.                |
| A régi nyár                  | Miklós                      | Budapesti Operettszínház                       | 2013.                |
| Elfújta a szél               | Tony Fontaine               | Budapesti Operettszínház                       | 2013.                |
| Mozart                       | Wolfgang Mozart             | Budapesti Operettszínház                       | 2014.                |
| Szép nyári nap               | Sanya                       | Budapesti Operettszínház                       | 2014.                |
| Fame                         | Nick                        | Budapesti Operettszínház                       | 2015.                |
| Mágnás Miska                 | Alsótrécsei Trécsei Mixi    | Budapesti Operettszínház                       | 2015.                |
| Sybill                       | Poire                       | Budapesti Operettszínház                       | 2015.                |
| Marie Antoinette             | Jacques Hébert              | Budapesti Operettszínház                       | 2016.                |
| Nők az idegösszeomlás szélén | Carlos                      | Átrium Filmszínház                             | 2016.                |
| Lady Budapest                | Szovjet kapitány            | Budapesti Operettszínház                       | 2016.                |
| A Notre Dame-i toronyőr      | Phoebus de Martin kapitány  | Budapesti Operettszínház                       | 2017.                |
| Szegény Dzsoni és Árnika     | Szegény Dzsoni              | Budapesti Operettszínház Raktárszínháza        | 2017.                |
| Dorian Gray                  | Dorian Gray                 | Kálmán Imre Teátrum                            | 2018.                |
| Maya                         | Rudi                        | Budapesti Operettszínház                       | 2018.                |
| István, a király             | István                      | Budapesti Operettszínház                       | 2018.                |
| Menyasszonytánc              | András                      | Budapesti Operettszínház                       | 2019.                |
| Elisabeth                    | Halál                       | Győri Nemzeti Színház                          | 2019.                |
| La Mancha lovagja            | Sancho                      | Budapesti Operettszínház                       | 2020.                |
| Puskás, a musical            | Puskás Ferenc               |                                                | 2020.                |
| Hegedűs a háztetőn           | Mótel Kamzolj, szabólegény  | Budapesti Operettszínház                       | 2021.                |
| Veszedelmes viszonyok        | Valmont vikomt              | Budapesti Operettszínház                       | 2022.                |
| Egyedül nem megy             |                             | 6Szín                                          | 2022.                |
| Mária Evangéliuma            | Jézus                       | Győri Nemzeti Színház / Csiky Gergely Színház  | 2022.                |
| Monte Cristo grófja          | Ifj. Edmond Dantes          | Budapesti Operettszínház                       | 2023.                |

## Filmjei

### Játékfilmek
- A Hídember (2002) – Zichy gyerek
- Tréfamester (2010) – Újházi Dénes
- Pappa Pia (2017)

### Tévéfilmek
- Barátok közt (2005–2006, 2009, 2021) Jankovics Máté, Székely Csongor
- Ördögölő Józsiás – TV változat [2013] Bakszén
- 200 első randi (2019)

## Együttesei
- Marquise Együttes (2005-napjainkig) – Ceremóniamester, prózai szereplő
- Pop Up (2010) – szóló énekes

## Díjai, elismerései
- Duna TV különdíja (2011) – Nemzetközi Lévay Szilveszter Musical Énekverseny
- Operettszínház Marsallbot díj (2012) – Az évad legígéretesebb ifjú színésze díj
- Honthy-díj (2019) – Az évad férfi főszereplője

## Hang- és videófelvételek
- https://www.youtube.com/user/kocsisdenes#p/u/24/PGaL7OSDaTM

## Szinkronszerepei
- Zack és Cody a fedélzeten [2010] szólóének
- Phineas és Ferb [2010] szólóének

## Külső hivatkozások
- http://kocsisdenes.blogol.hu/
- Kocsis Dénes a PORT.hu-n (magyarul)
- https://web.archive.org/web/20110416041628/http://www.marquise.hu/